# 9M730 Burevestnik
El 9M730 Burevestnik (ruso: Буревестник; "Stormpetrel", nombre de informe de la OTAN: SSC-X-9 Skyfall) es un misil de crucero experimental ruso de propulsión nuclear y que porta armamento nuclear actualmente en desarrollo para las Fuerzas Armadas Rusas. Según el Ministerio de Defensa de Rusia el misil tendría un alcance prácticamente ilimitado.
El Burevestnik es una de las seis nuevas armas estratégicas rusas presentadas públicamente por el presidente ruso Vladímir Putin el 1 de marzo de 2018.

## Prueba
El 5 de octubre de 2023, el presidente Vladímir Putin dijo que Rusia había probado con éxito el Burevestnik.